# 馬利恰
52°3′12″N 31°35′11″E / 52.05333°N 31.58639°E
馬利恰（烏克蘭語：Мальча），是烏克蘭北部的村莊，隸屬切爾尼希夫州的切爾尼希夫區。該村面積1.2平方公里，海拔高度154米，2001年人口31，人口密度每平方公里25.8人。